# Рейгадас, Карлос
Карлос Рейгадас Кастильо (исп. Carlos Reygadas Castillo, род. 10 октября 1971 года в Мехико) — мексиканский кинорежиссёр, неоднократный лауреат национальных и международных премий и фестивалей.

## Биография и творчество
Изучал право в Мехико, позже работал на дипломатической службе в Лондоне и Брюсселе. Обратился к кинорежиссуре под воздействием фильмов Андрея Тарковского. С первым же фильмом «Япония» (2002) стал участником Каннского кинофестиваля и выиграл там приз «Золотая камера». Два последовавших фильма участвовали в основной программе кинофестиваля в Каннах в 2005 и 2007 годах, причём фильм «Безмолвный свет» в 2007 был удостоен там приза жюри.
Драма «После мрака свет» (2012) принесла Рейгадасу приз за лучшую режиссёрскую работу 65-го Каннского кинофестиваля.
Выступает также как кинопродюсер.

## Фильмография
- «Гармонии Веркмейстера»

- 2002 — Япония / Japón
- 2005 — Битва на небесах / Batalla en el Cielo
- 2007 — Безмолвный свет / Luz Silenciosa
- 2010 — Революция / Revolución (коллективный проект)
- 2012 — После мрака свет / Post Tenebras Lux (премия Каннского МКФ лучшему режиссёру)
- 2018 — Наше время / Nuestro Tiempo